# チーズトースト
チーズトースト（またはチーズ・オン・トースト〈英語: cheese on toast〉）はパンをスライスしたものにチーズを乗せ、グリルで焼いてチーズを溶かしたスナックである。イギリスでは簡単な食事として一般に食べられている。

## 調理方法

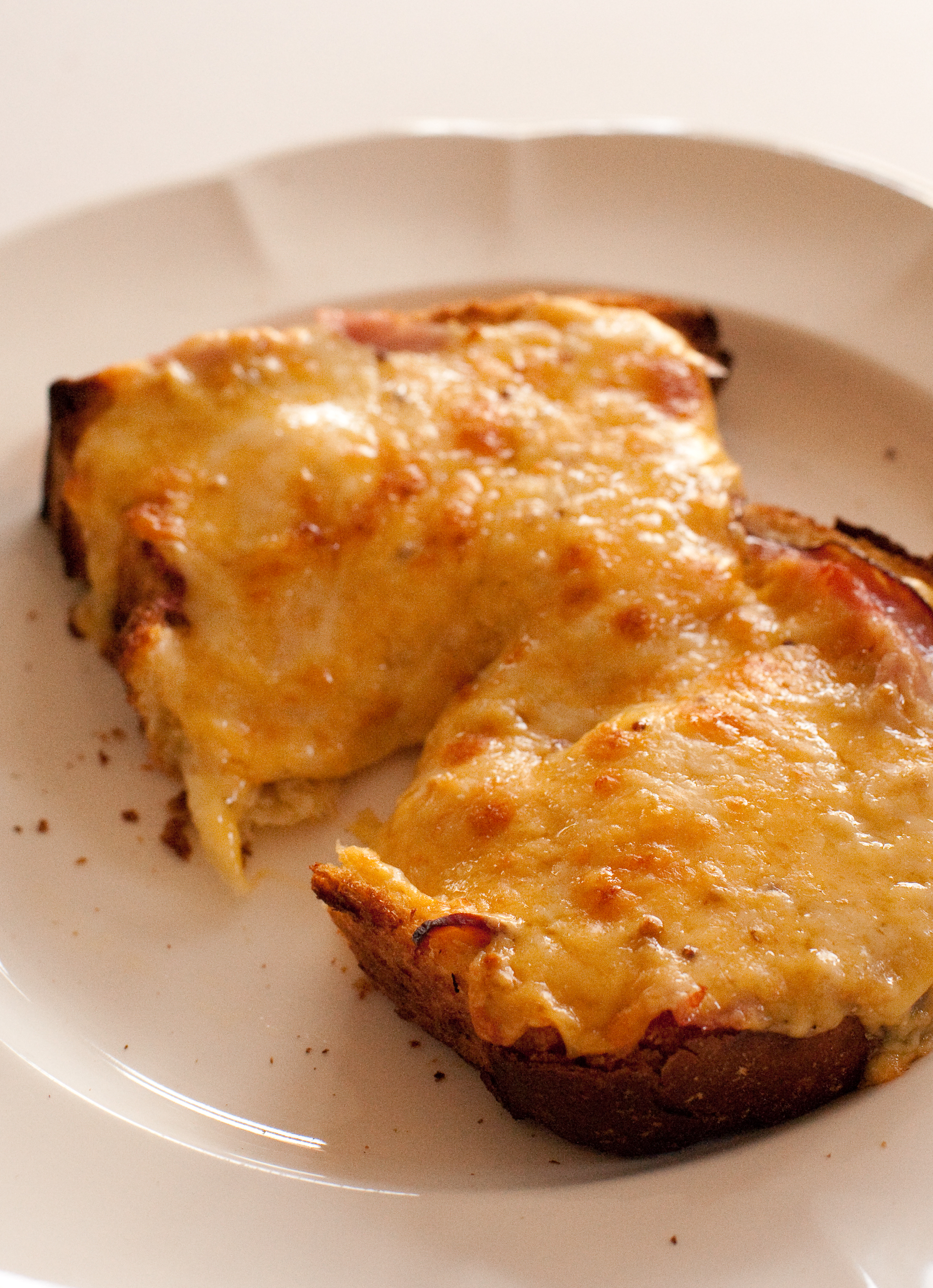
チーズトースト

チーズトーストはパンの一面にチーズを乗せトーストしたもので、パンにバターを塗ってから載せる場合と塗らないまま載せる場合がある。それ以外のトッピングは好みによる。最も基本的なのは玉ねぎのみじん切りで、これは生か、チーズと共にグリルで焼いたものを載せ、ステーキソースかケチャップを加える。きゅうりのピクルスやブランストンピクルス、焼いたトマト、目玉焼きやウースターソース、ベイクドビーンズも一般的である。
他の一般的な食べ方としては、トマトとチーズを重ねてはさんだものもある。チーズを塗った上からマーマイトを振ったり、パンの上にベジマイトを塗って、その上にチーズを乗せる方法もある。日本では和風味として、パンにチーズを載せてだしの素を振って焼くものや、パンにマヨネーズとわさびを塗り、チーズときゅうりと海苔を重ねて巻いてからトーストしたものなどもある。
チーズトーストのレシピやネット上の記事には、基本的なチーズトーストを凝った料理にする傾向が見られる。材料を増やしたり、トッピングを特定のものにして、レシピを読んでいて面白く感じるようにしている。その結果、レシピ本が基本的なチーズトーストを取り上げるのはまれなこととなり、紹介するのはウェルシュ・ラビットのようなものになって、しばしばポッシュ・チーズ・オン・トースト（ぜいたくなチーズトースト）と呼ばれている。オックスフォード・イングリッシュ・ディクショナリー（OED）によれば、ウェルシュ・ラビットという言葉は1725年には存在している。この表現は、ウェールズ人があまりに貧しいから、あるいは愚かだからウサギを捕まえることができず、チーズを肉に見立てたというジョークとされている。ウェルシュ・ラビットのレシピとしては、パンの両面をよく焼いて、チーズの片面だけを焼いてその面を下にしてトーストに載せ、焼き鏝で片一方に焼き色を付け、マスタードをすりこむとある。

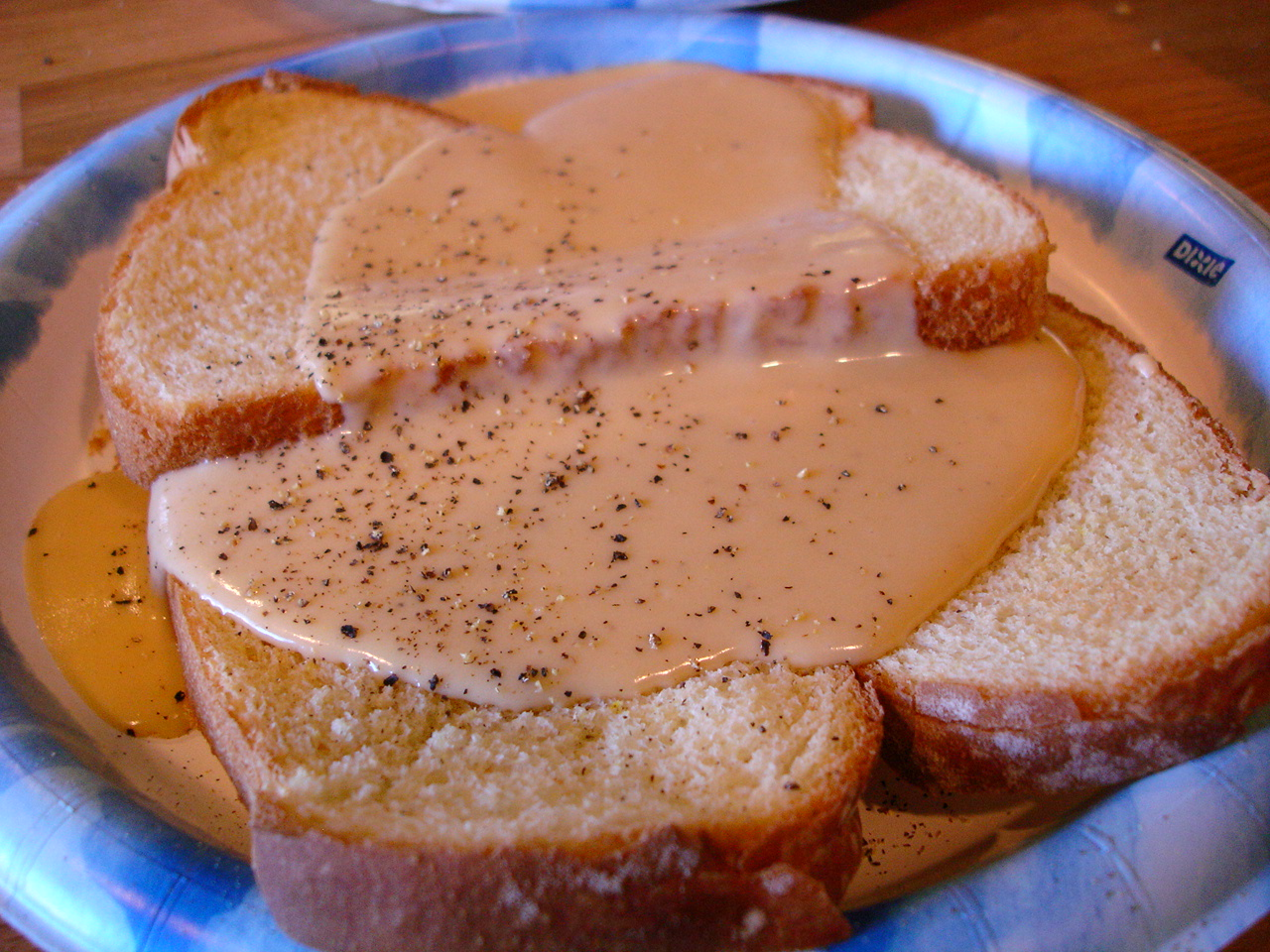
ウェルシュ・ラビット

ウェルシュ・ラビットの伝統的なレシピでこのようなものもある。グロスターチーズの外皮をはいで薄切りにして、焼き皿に入れ、イングリッシュ・マスタードを少量載せてからエールを注ぐ。それを温めたオーブンに入れて、チーズが柔らかく、とろけるまでそのままにする。焼いたトーストを準備して、鍋で温めていたエールを注ぎ、それからとろけたチーズをかぶせる。熱いうちに食べるのがおすすめである。
チェダーチーズはチーズトーストには特に適していて、よく使われている。ランカシャーの乳業関係者は、ナショナル・チーズ・オン・トースト・デイというのを設けて、これにちなんでランカシャーチーズを、チーズトーストに最適なチーズとして広めようとしている。

### マスター・アンド・コマンダー
オーブリー&マチュリンシリーズを原作とした映画『マスター・アンド・コマンダー』では、原作にある様々な場面が登場する。その一つに、コックのキリックが、ジャック・オーブリー艦長と、軍医スティーヴン・マチュリンの合奏が終わった時のために作るチーズトーストがある。映画や原作の中ではトーステッド・チーズと呼ばれている。キリックは、マチュリンが持ち込んだ、アルコールランプつきの銀のプレートでトーステッド・チーズを作っており、オーブリーとマチュリンは、このトーステッド・チーズとコーヒーを朝食としても食べている。トーステッド・チーズを作るのに、キリックがポートワインを用いているという説もある。どんなに航海が長くなろうとも、ポートワインは常備されているからというのがその理由である。